# Carbondale (Indiana)
Carbondale es un área no incorporada ubicada en el condado de Warren en el estado estadounidense de Indiana.

## Historia
En este lugar existía una estafeta postal desde 1846 y primitivamente era conocido como "Clark's Cross Roads", más tarde fue llamado "Free Hall". El descubrimiento de carbón en la zona dio como resultado el nombre actual en 1873. La primera casa se construyó en 1854 por John Thompson; al año siguiente se construyó la segunda por Andrew Brier, en 1867 se edificó la primera iglesia.

## Geografía
Carbondale está situado al este de la intersección de la U.S. Route 41 y la Indiana State Road 63, aproximadamente  a 8 kilómetros (5 mi) al norte-noroeste de la sede de condado de Williamsport. Se encuentra ubicado en las coordenadas 40°21′36″N 87°20′52″O / 40.36000, -87.34778. El arroyo Big Pine Creek fluye a 1,6 kilómetros (1 mi) al este del pueblo.